# زهافا غال-أون
زهافا غال-أون (بالعبرية: זהבה גלאון‏) (بالعبرية: זֶהָבָה גַּלְאוֹן؛ ولدت في 4 يناير 1956) هي سياسيّة إسرائيلية وعضو في الكنيست عن حزب ميرتس وفي 7 فبراير 2012، تم انتخابها رئيسة حزب ميرتس.

## روابط خارجية
- زهافا غال-أون على موقع IMDb (الإنجليزية)